# Pilón (Veraguas)
Pilón es un corregimiento del distrito de Montijo en la provincia de Veraguas, República de Panamá. La localidad tiene 890 habitantes (2010).